# Quadcopter

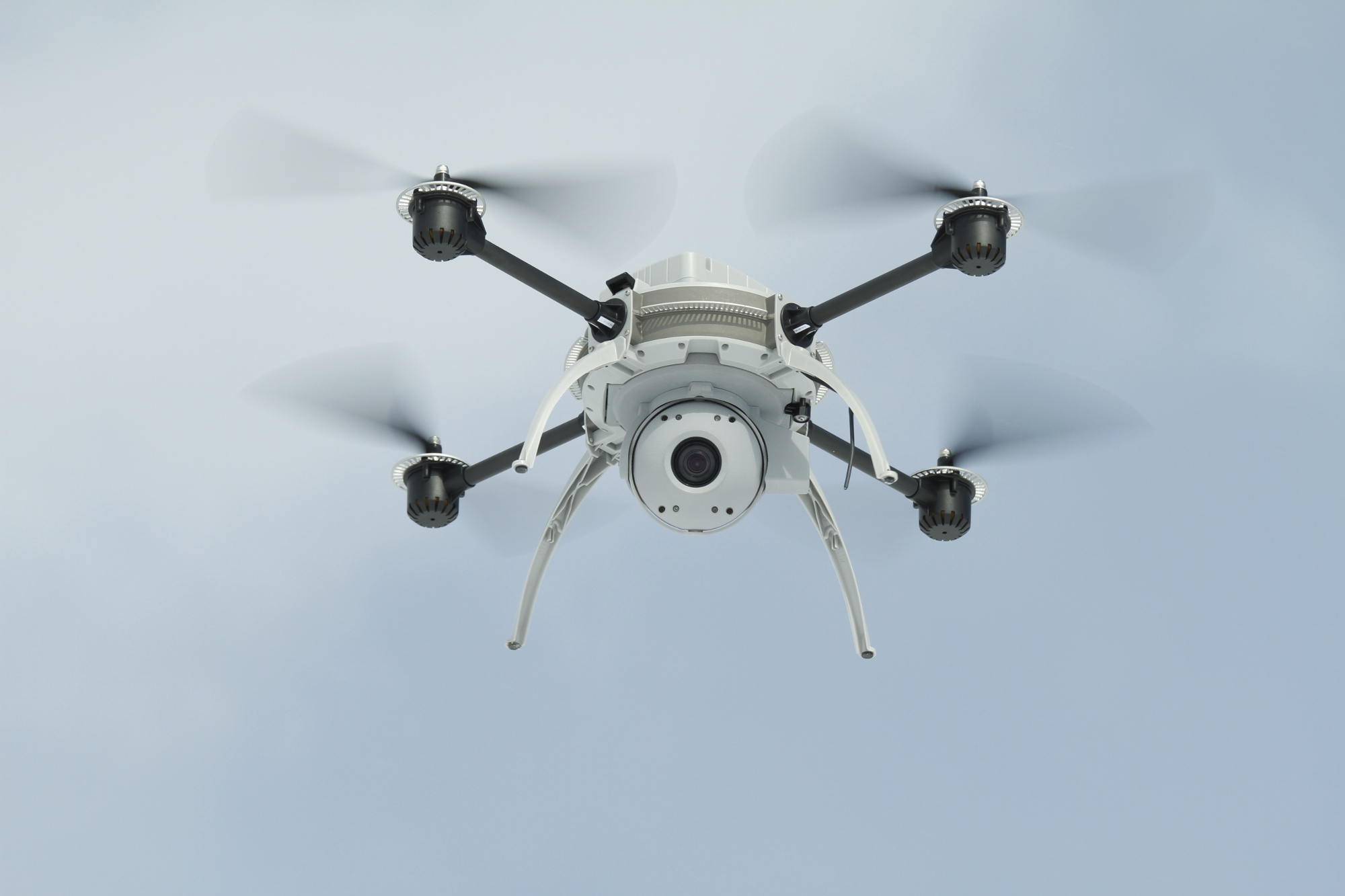
Een quadcopter, uitgerust met een gyro-gestabiliseerde camera

Een quadcopter, quadrocopter of quadrotor is een op afstand bediend hefschroefvliegtuig, dat wordt aangedreven door vier rotors. Het is een type drone. De quadcopter is het meest voorkomende type multicopter of multirotor. Andere typen multicopter zijn tricopters, hexacopters, octocopters, decacopters en zelfs dodecacopters met respectievelijk drie, zes, acht, tien of twaalf rotoren.
Oorspronkelijk werd dit type toestel voornamelijk als hobby gebruikt door amateurs en professioneel in de landbouw. Sinds de oorlogen in Oekraïene en Gaza nam vanaf 2020 het militaire gebruik als verkennings- en aanvalsdrone een hoge vlucht.
In tegenstelling tot helikopters maakt een multicopter gebruik van symmetrisch hellende bladen. Die kunnen in groep geschakeld worden maar niet individueel gezien de positie van de bladen tegenover de rotorschijf. De opbouw van een quadcopter bestaat uit een frame, vier ESC's, vier propellers en vier (borstelloze) motoren samen met een besturingseenheid die ervoor zorgt dat de quadcopter stabiel blijft. 

## Aandrijving

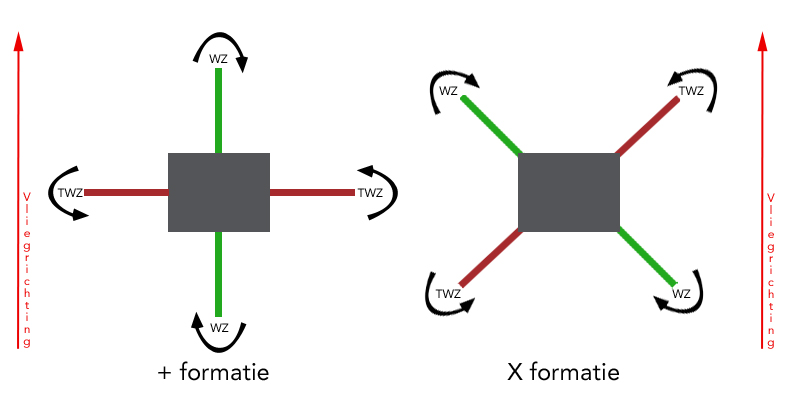
Plusformatie en X-formatie

De quadcopter werkt met vier propellers waarvan er twee rechtsom en twee linksom draaien met als gevolg dat het vliegtuig zeer wendbaar is. Zo kan een quadcopter vliegen in +-formatie of in X-formatie. Dit is de richting waarin de quadcopter vliegt ten opzichte van de propellers.
Het principe van de twee formaties is hetzelfde, alleen worden er bij de X-formatie twee motoren gebruikt om een van de bewegingen uit te voeren. Bij de +-formatie is hier slechts één motor voor nodig.
Doordat twee motoren rechtsom en twee  motoren linksom draaien, wordt er een opwaartse kracht gecreëerd. Bovendien wordt ervoor gezorgd dat er geen tolling ontstaat. Doordat de richting waarin de motoren draaien elkaar afwisselen, worden de momenten van de motoren door elkaar opgeheven. Als elke motor precies even snel zou draaien, zou de quadcopter recht omhoog moeten vliegen. Door kleine afwijkingen op elke motor vliegt een quadcopter standaard niet in balans. De besturingseenheid zal met behulp van de PID-regelaars de motoren aanpassen om zo de quadcopter te balanceren.

## Besturing
Om de quadcopter in beweging te brengen zijn er vier verschillende mogelijkheden. 
- Om de quadcopter te laten stijgen/dalen moeten de vier  motoren tegelijkertijd versneld/vertraagd worden. Dit zorgt ervoor dat de opwaartse kracht vanuit de motoren gaat stijgen/dalen.
- Om de quadcopter om zijn verticale as te laten draaien, dus te laten gieren, moet de snelheid van twee motoren met dezelfde draairichting verhoogd worden. Het koppel op deze motoren wordt via deze handeling vergroot en zorgt zo voor een koppel op de quadcopter waardoor de quadcopter zal gieren.
- Om de quadcopter vooruit/achteruit of links/rechts te laten bewegen in +-formatie is het noodzakelijk dat één motor sneller draait dan de andere. Hierdoor gaat de quadcopter kantelen en zo wordt de kracht zowel horizontaal als verticaal verdeeld met als gevolg dat de quadcopter zich verplaatst. In X-formatie daarentegen moeten twee motoren tegelijkertijd worden aangestuurd om de quadcopter te laten hellen. Door de juiste motoren te kiezen kan men dus in alle richtingen manoeuvreren.

|  |  |  |

De besturingseenheid stuurt de vier ESC's aan, die op hun beurt dan de vier motoren aansturen. Met behulp van een gyroscoop en een accelerometer zal de besturingseenheid  de hoek berekenen waaronder de quadcopter is gekanteld waarmee ze nadien de motoren kan aanpassen zodat de quadcopter zich terug in zijn balans begeeft.

De 3 bewegingen uit de luchtvaart

De quadcopter moet worden aangestuurd met een 4-kanaals afstandsbediening. Dit is nodig om de 4 mogelijke bewegingen van de quadcopter aan te kunnen sturen. Elk van de 4 bewegingen wordt door een apart kanaal aangestuurd. 
Stampen, rollen en gieren zijn de 3 dynamische bewegingen die de quadcopter kan maken. Als vierde aspect is er de hoogte die wordt ingesteld door de snelheid van de motoren aan te passen.

## Toepassingen
Quadcopters zijn relatief goedkoop voor militair gebruik als verkennings- of aanvalsdrone. Ze werden sinds de start van de Russische invasie van Oekraïne sinds 2022 in februari 2022 door Oekraïne en Rusland succesvol ingezet voor zowel verkenningsvluchten, als voor het droppen van granaten op de vijandelijke linies.
Met name sinds de start van de Gaza-oorlog van 2023-2025 heeft Israël het gebruik van quadcopters sterk opgevoerd. Ze werden ingezet als 'sniper drones', die over een gebied kunnen patrouilleren en gericht bommen kunnen afwerpen of gericht op personen schieten. Ze zijn gebruikt om Palestijnse burgers te executeren terwijl ze trachtten te vluchten of terug te keren naar hun woonplaats tijdens een poging tot etnische zuivering door het Israëlische leger. De quadcopters zijn met camera's uitgerust, kunnen een doelwit achtervolgen en zelfs een huis binnendringen.